# Turismo en Belice

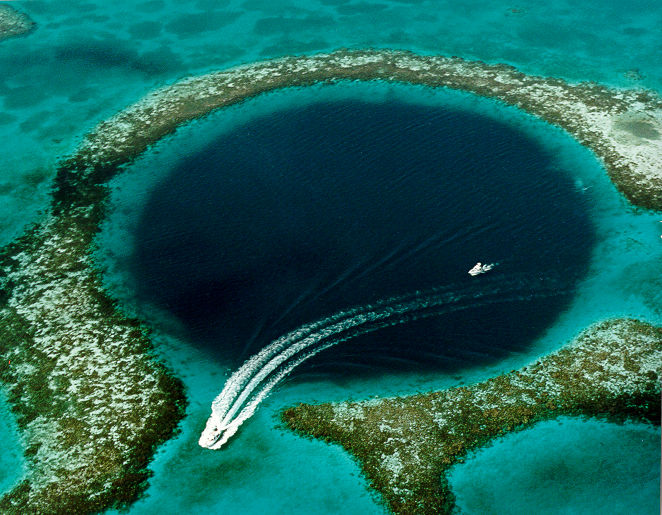
El Gran Agujero Azul es un excelente destino de ecoturismo. Un sitio del Patrimonio Mundial, clasificado entre los 10 principales nominados a las Nuevas 7 maravillas de la naturaleza del mundo.

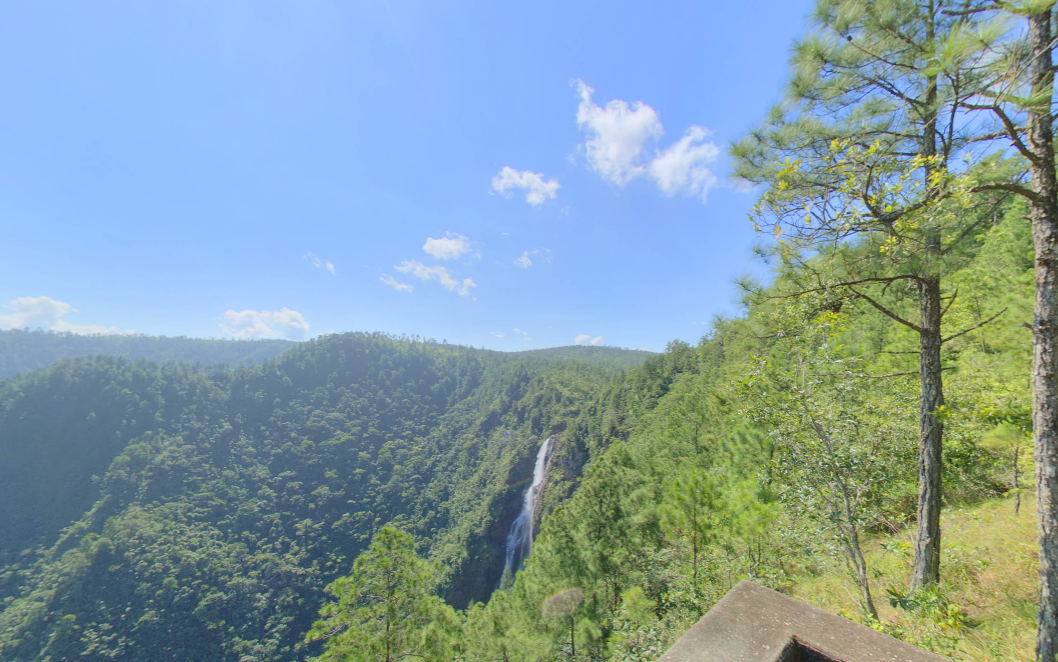
Thousand Foot Falls actualmente se encuentra a unos 1.600 pies de altura. Es la cascada más alta de América Central.

El turismo en Belice ha crecido considerablemente recientemente, y ahora es la segunda industria más grande de la nación, entre los destinos más visitados por turistas están sus playas y la biodiversidad de la región. El ex primer ministro beliceño, Dean Barrow, declaró su intención de utilizar el turismo para combatir la pobreza en todo el país. El crecimiento del turismo ha afectado positivamente a las industrias agrícola, comercial y financiera, así como a la industria de la construcción. Los resultados para la economía impulsada por el turismo de Belice han sido significativos, y la nación recibió a casi un millón de turistas en un año calendario por primera vez en su historia en 2012.

### Playas Principales
- Almond Beach, Hopkins
- Playa Maya, Placencia
- Playa Sabal, Punta Negra
- Sarteneja
- Orchid Bay, Corozal
- Monkey River Beach
- Playa Cerros (Un mini Tulum)
- Playa de pepino, milla 4, autopista occidental
- Laguna Gales Point
- Honey Camp Lagoon

### Cayos populares
- San Pedro Town, Cayo Ambergris
- Caye Caulker
- Coco Plum Island
- Half Moon Caye
- Cayo Pájaro Riendo
- Cayo de Goff
- Cayo de San Jorge
- Cayo de tabaco
- Cayo Blackadore
- Capilla Caye
- Cayos de zapote

### Turismo rural y comunitario
Muchas empresas privadas tienen cooperativas en el sur de Belice que administran un proyecto de turismo rural y comunitario, que se ha desarrollado con el apoyo de la UNESCO . El turismo permite que las minorías marginadas, como los mayas y los garífunas, reciban nuevas oportunidades en mercados alternativos, cosechen cultivos, preserven e involucren a los extranjeros en su cultura y diversifiquen sus ingresos. Muchas compañías ofrecen a los visitantes la oportunidad de visitar una granja de cacao, anacardos, aprender sobre la artesanía maya, kriol o garífuna, e incluso pasar la noche en una aldea maya, kriol o garífuna y explorar con un guía comunitario, resultando en nuevas experiencias para los turistas que ingresan a la nación. 

### Turismo ecológico

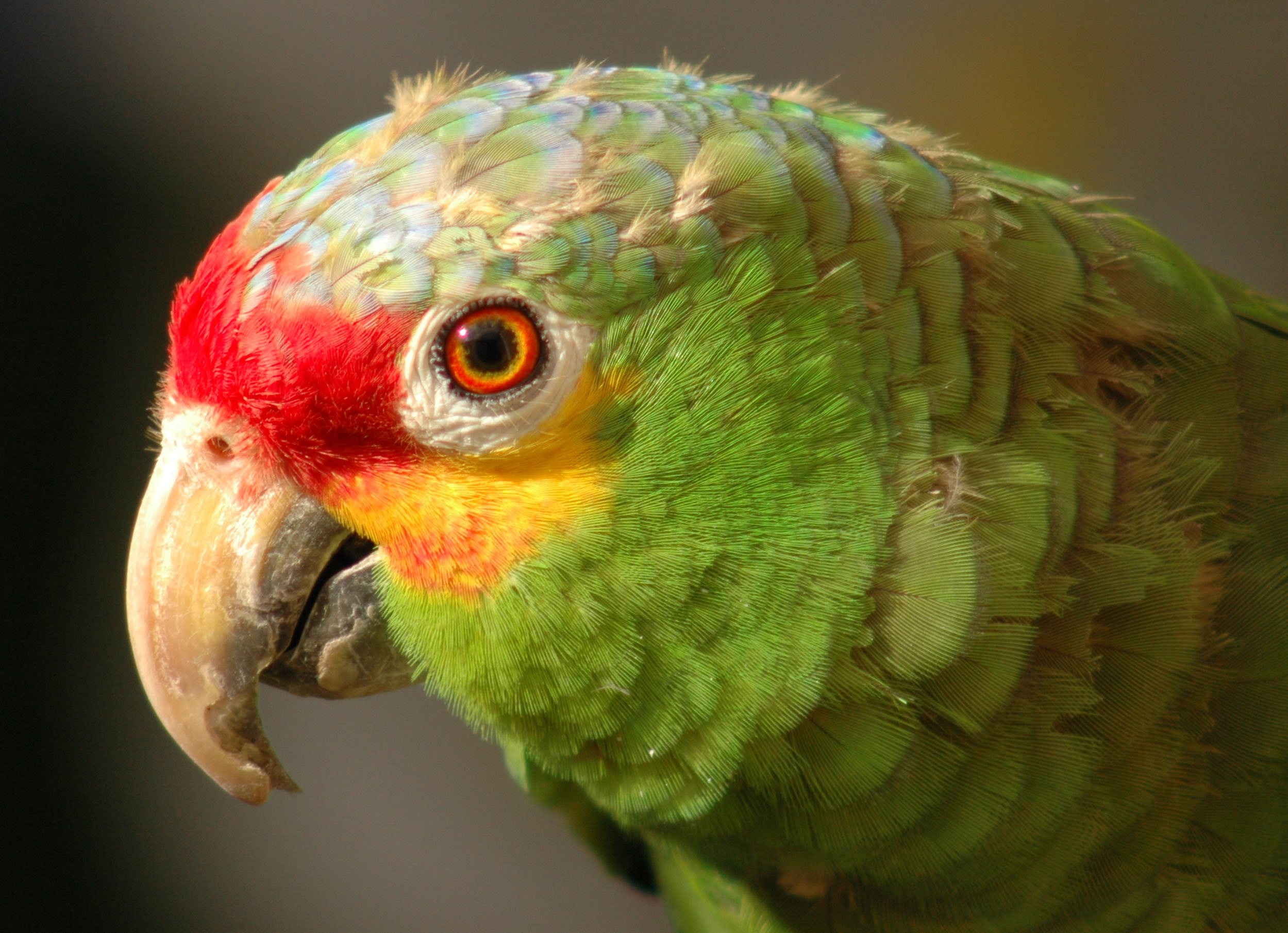
La biodiversidad es un activo para el ecoturismo. Una amazona roja

El ecoturismo tiene como objetivo ser ecológica y socialmente consciente, se centra en la cultura local, la vida salvaje y la aventura. El turismo ecológico de Belice está creciendo con cada año que pasa, cuenta con una serie de recorridos ecoturísticos y hoteles eficientes en energía, con recursos ecológicos y renovables. Los destinos populares de ecoturismo en Belice incluyen el Cockscomb Basin Wildlife Sanctuary, Mountain Pine Ridge Forest Reserve, Swallow Caye Wildlife Sanctuary, y el Community Baboon Sanctuary.

### Cascadas
- Antelope Falls en el Parque Nacional Mayflower Bocawina
- Mayflower Bocawina Falls en el Parque Nacional Mayflower Bocawina
- Big Rock Falls en la Reserva Forestal Mountain Pine Ridge del Distrito Cayo
- Butterfly Falls en la Reserva Forestal Mountain Pine Ridge del Distrito de Cayo
- Cinco hermanas caen en la reserva forestal Mountain Pine Ridge del distrito de Cayo
- Cataratas de Río Blanco
- Río en piscinas
- Cataratas San Antonio
- Mil pies caen 150 pie (45,7 m)   en la Reserva Forestal Mountain Pine Ridge del Distrito de Cayo

## Reservas arqueológicas

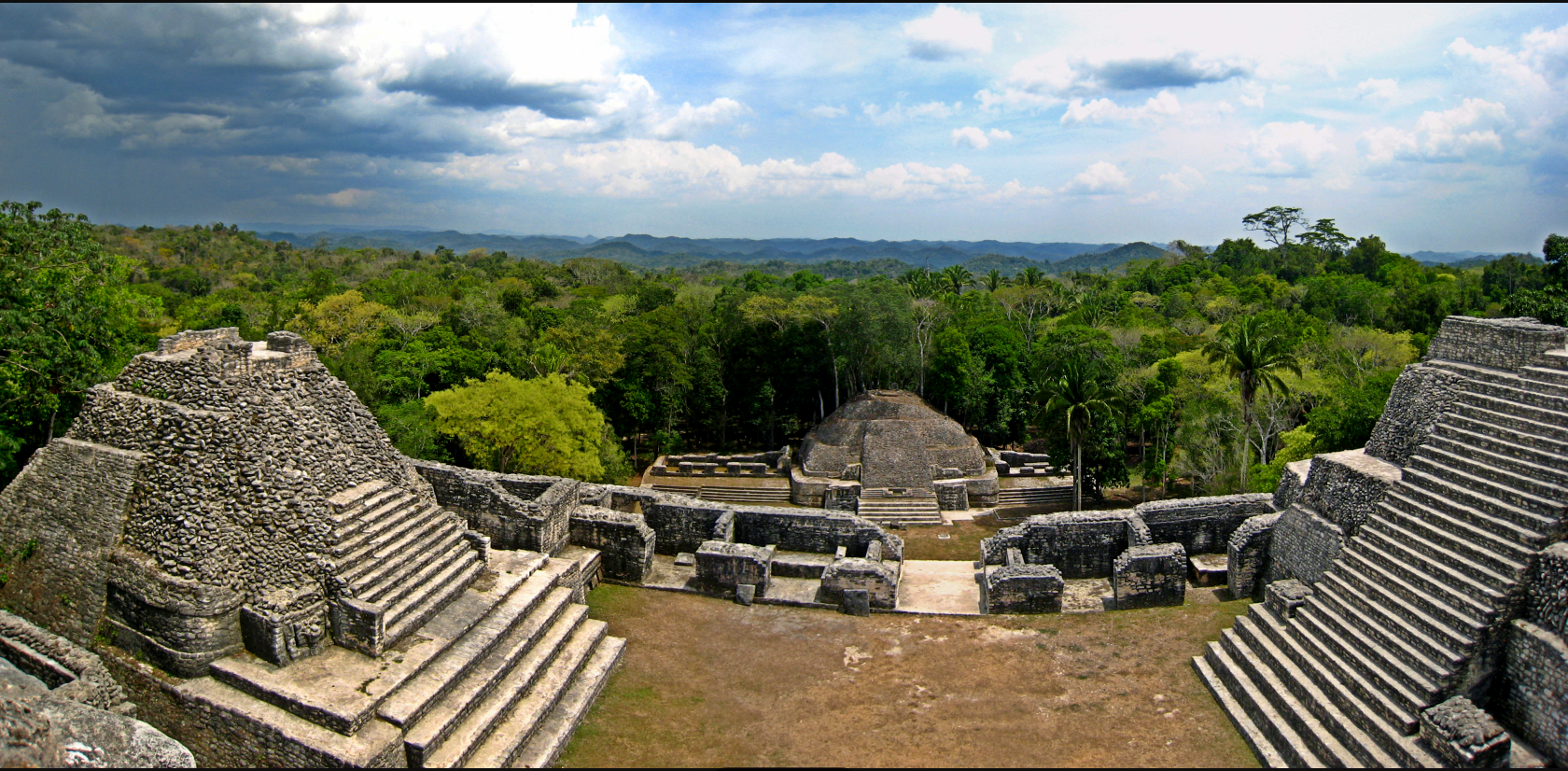
Con vistas a las ruinas de Caracol, el sitio arqueológico más extenso del país.

Antes de la llegada de los europeos a América, Belice se encontraba en el corazón de la civilización maya y, en consecuencia, contiene algunas de las ruinas mayas más antiguas e importantes. Los hallazgos arqueológicos en Caracol, en el extremo sur del país, han sugerido que formó el centro de las luchas políticas en las tierras bajas mayas del sur.  El complejo cubría un área mucho más grande que la actual Ciudad de Belice y tenía más del doble de la población de la ciudad moderna. Mientras tanto, Lamanai, en el norte, es conocida por ser el sitio continuamente ocupado más largo de Mesoamérica, asentado durante la era Preclásica temprana y continuamente ocupado hasta y durante la colonización del área.  
Si bien la mayoría de las reservas en esta categoría están relacionadas con la era precolonial, Serpon Sugar Mill y el cementerio de Yarborough, ambos designados en 2009, solo datan del siglo XIX y se describen alternativamente como reservas históricas .
Los 15 sitios arqueológicos del país son administrados por el Instituto de Arqueología, una rama del Instituto Nacional de Cultura e Historia (NICH), que depende de la autoridad del Ministerio de Turismo, Aviación Civil y Cultura. Este tipo de área protegida se publicó en la Ley de Monumentos y Antigüedades Antiguas, el 1 de mayo de 1972. Todas las siguientes reservas están abiertas al público. Muchos otros sitios, como Cuello y Uxbenka, se encuentran en terrenos privados y solo se pueden visitar si se obtiene un permiso previo del propietario.

## Galería

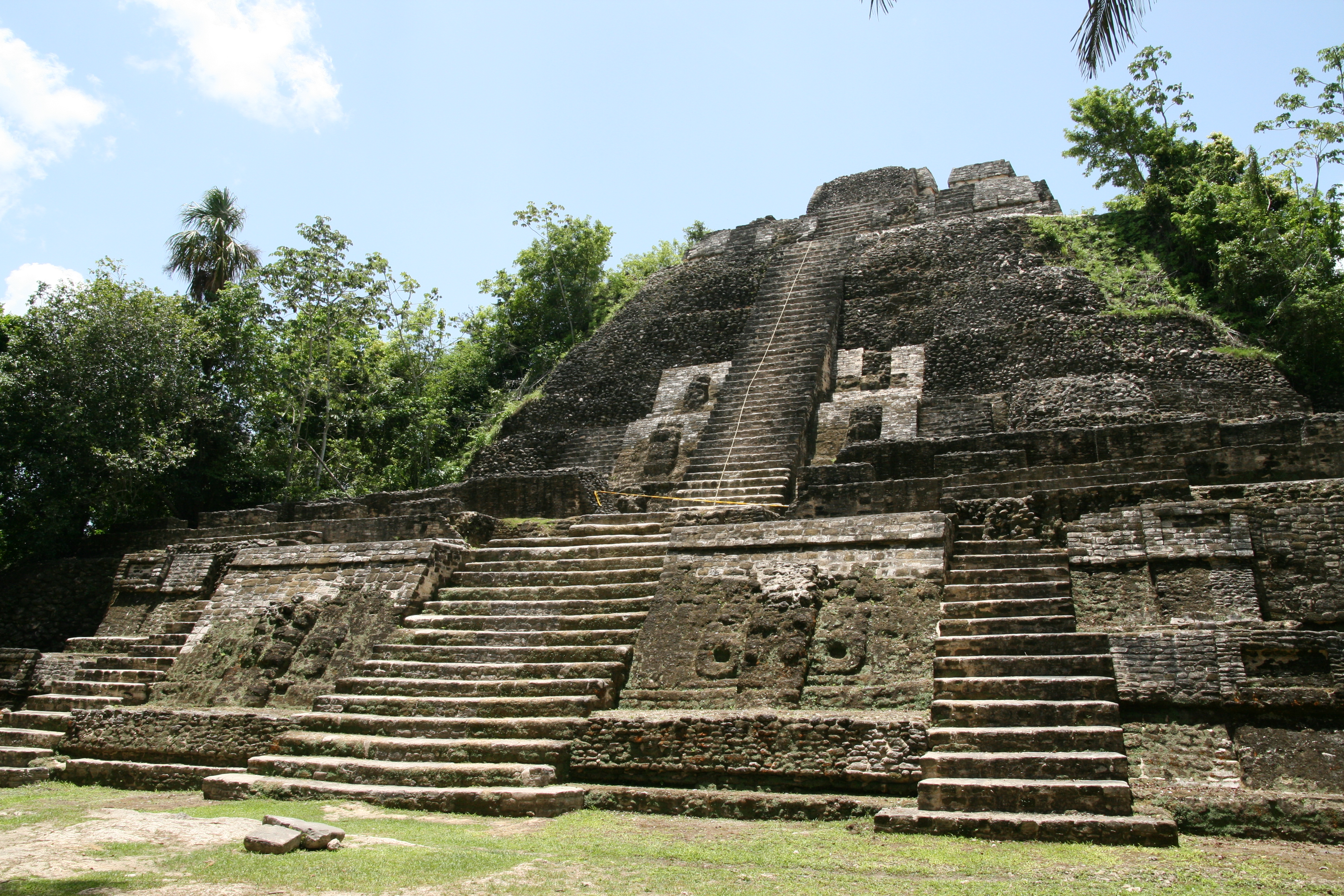
Templo alto en Lamanai
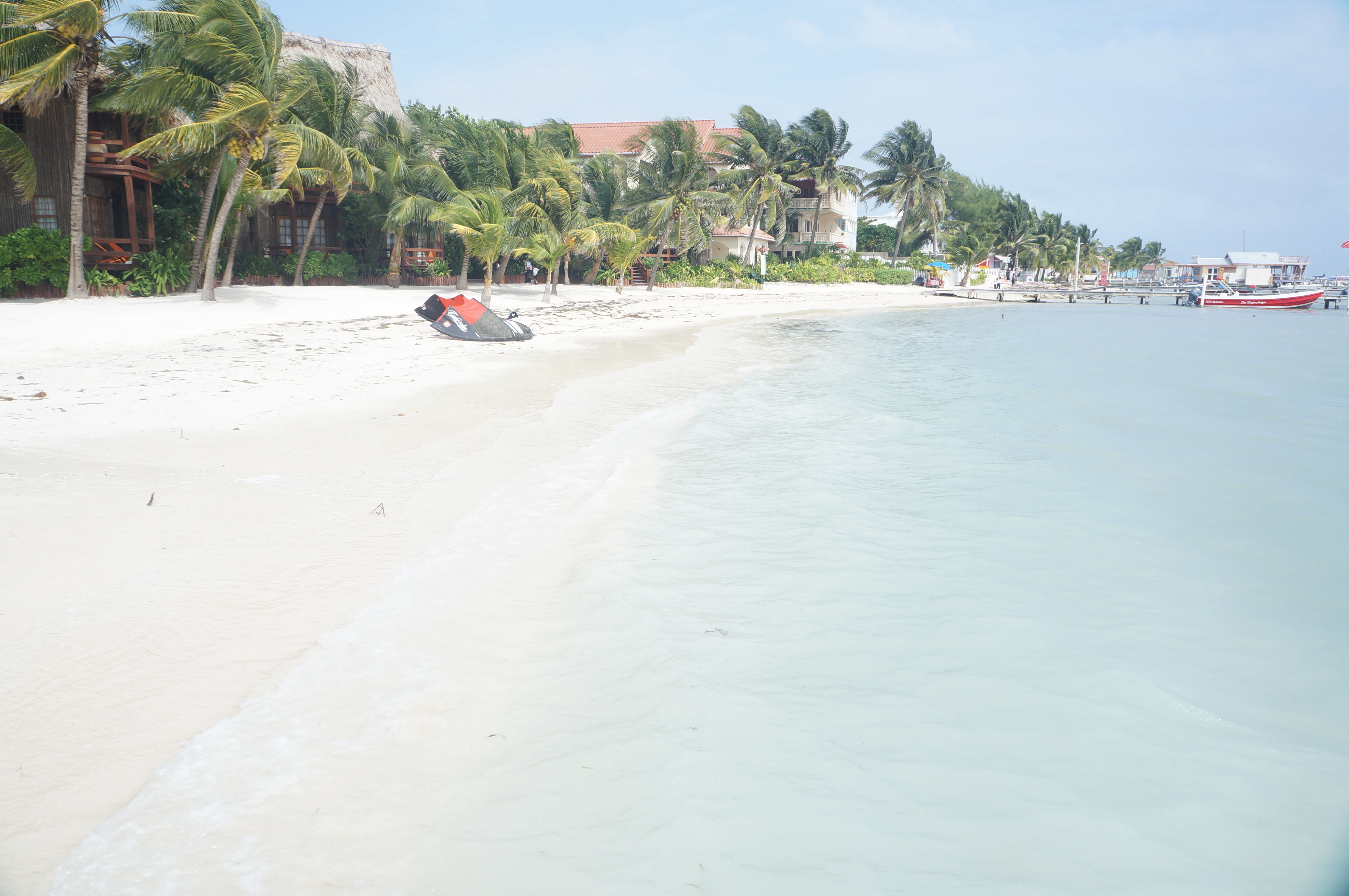
Frente a la playa de la aldea de Ramón, San Pedro Town, Cayo Ambergris
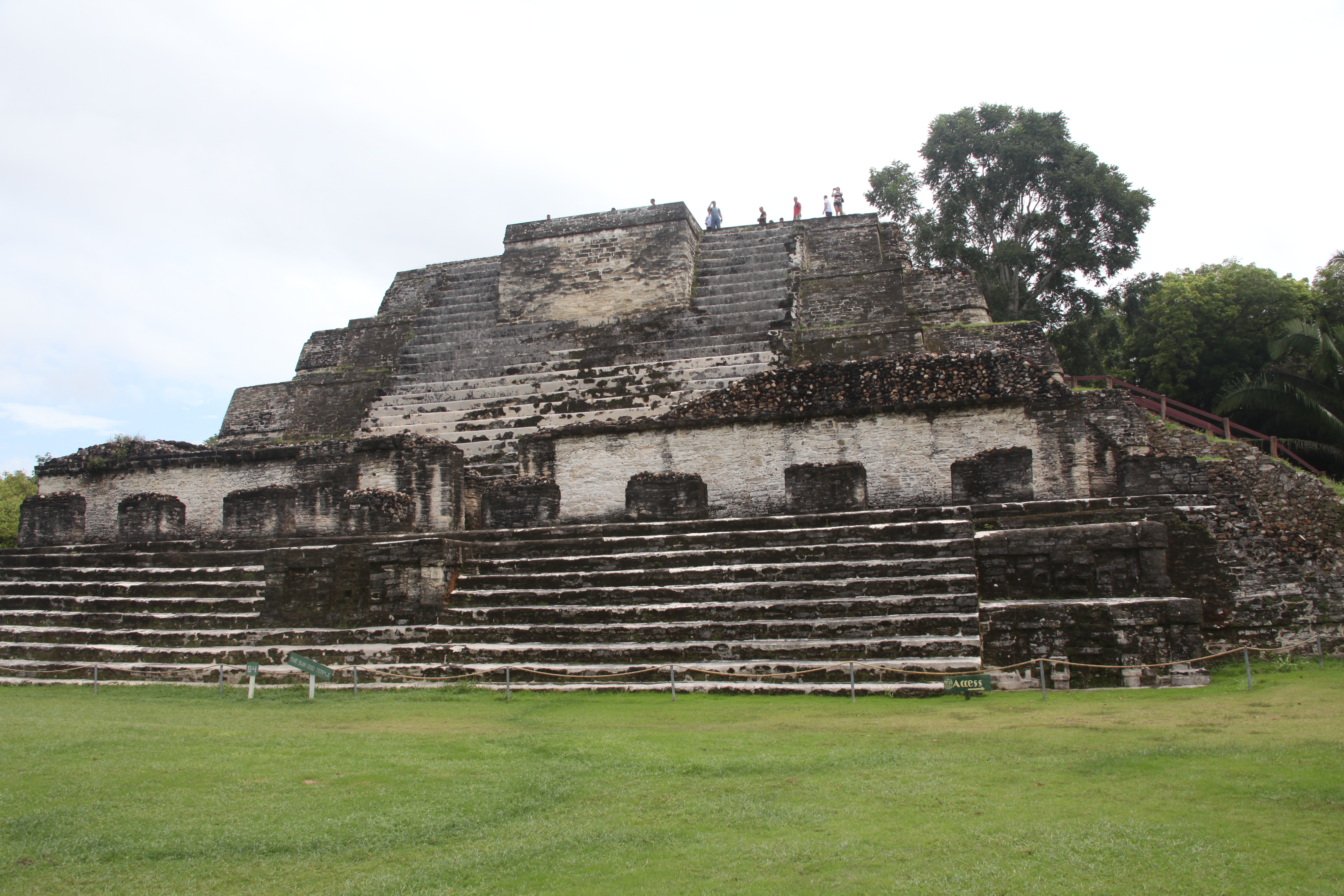
Templo Alto en Altun Ha
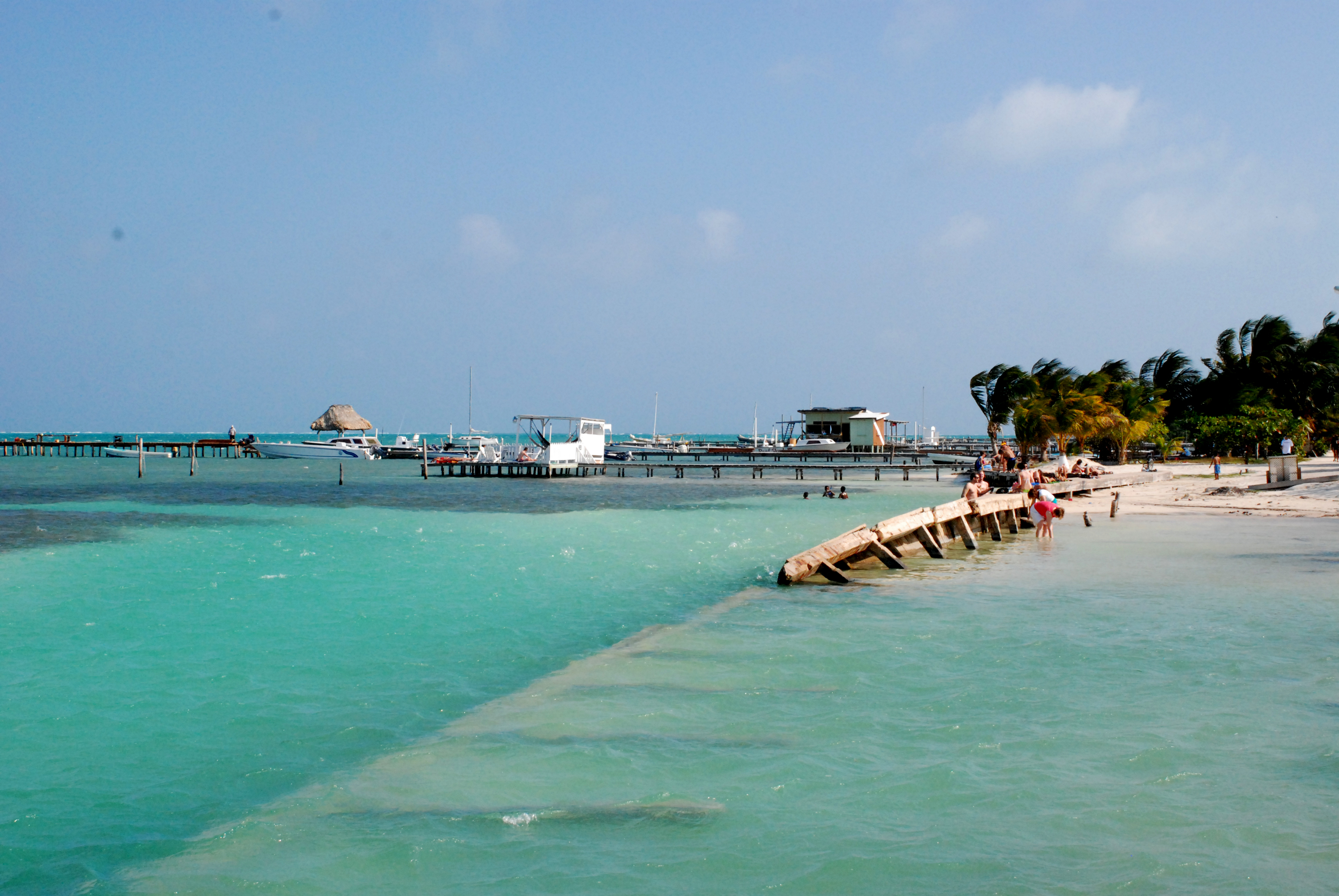
El "Split" en Caye Caulker, causado por el huracán Hattie en 1961
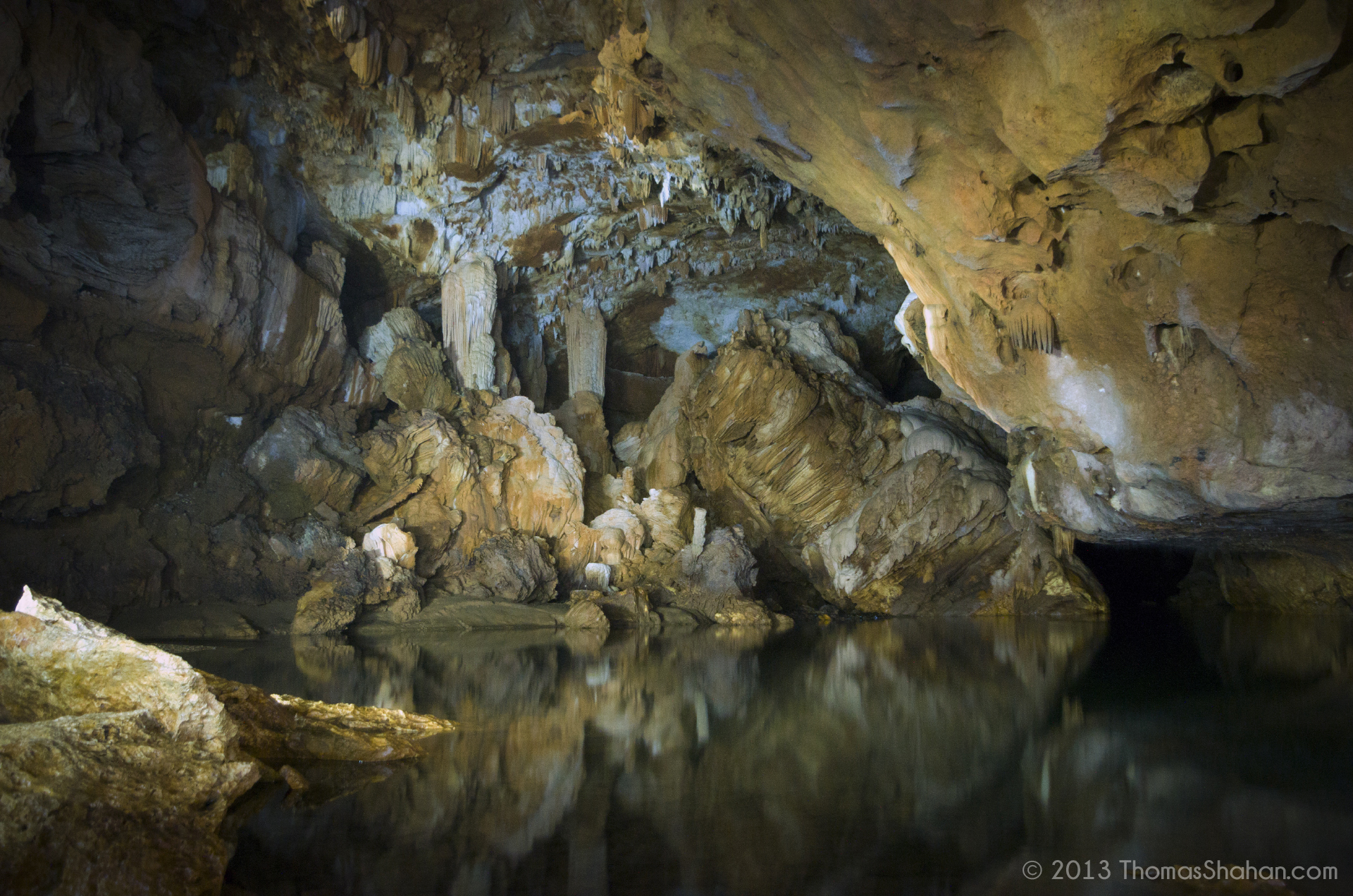
Cueva Río Frio
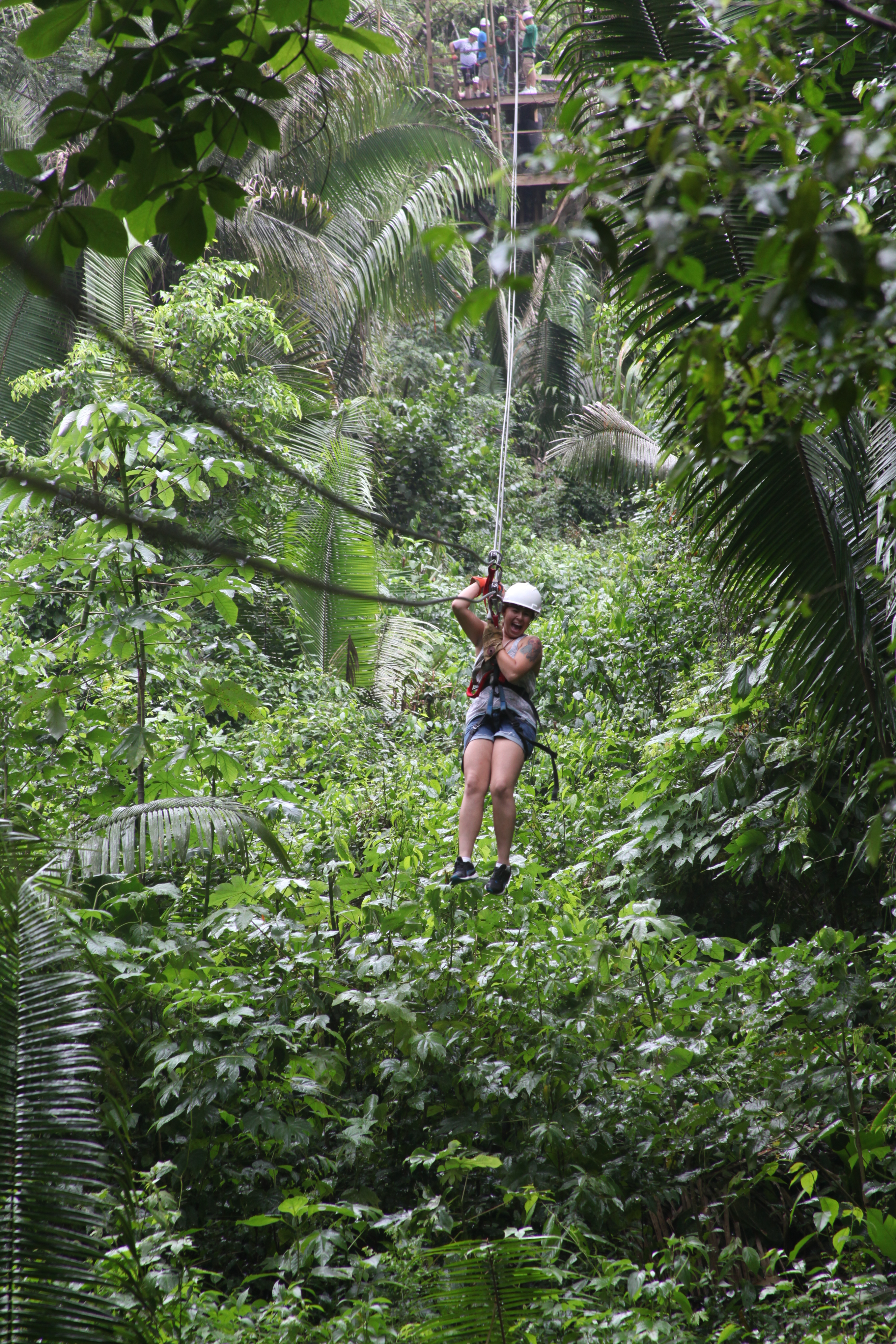
Tirolesa en las selvas de Belice
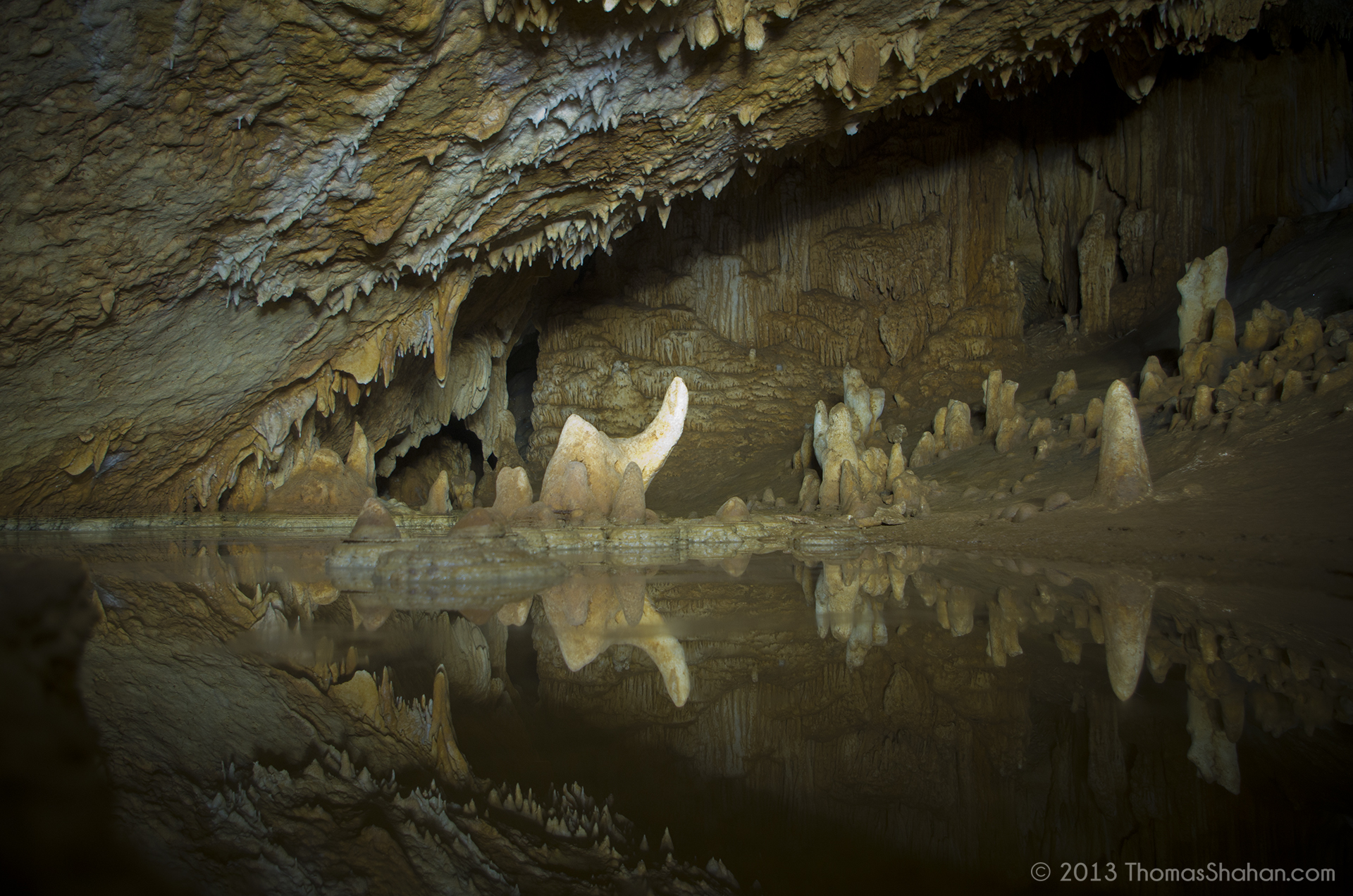
Cueva Barton Creek
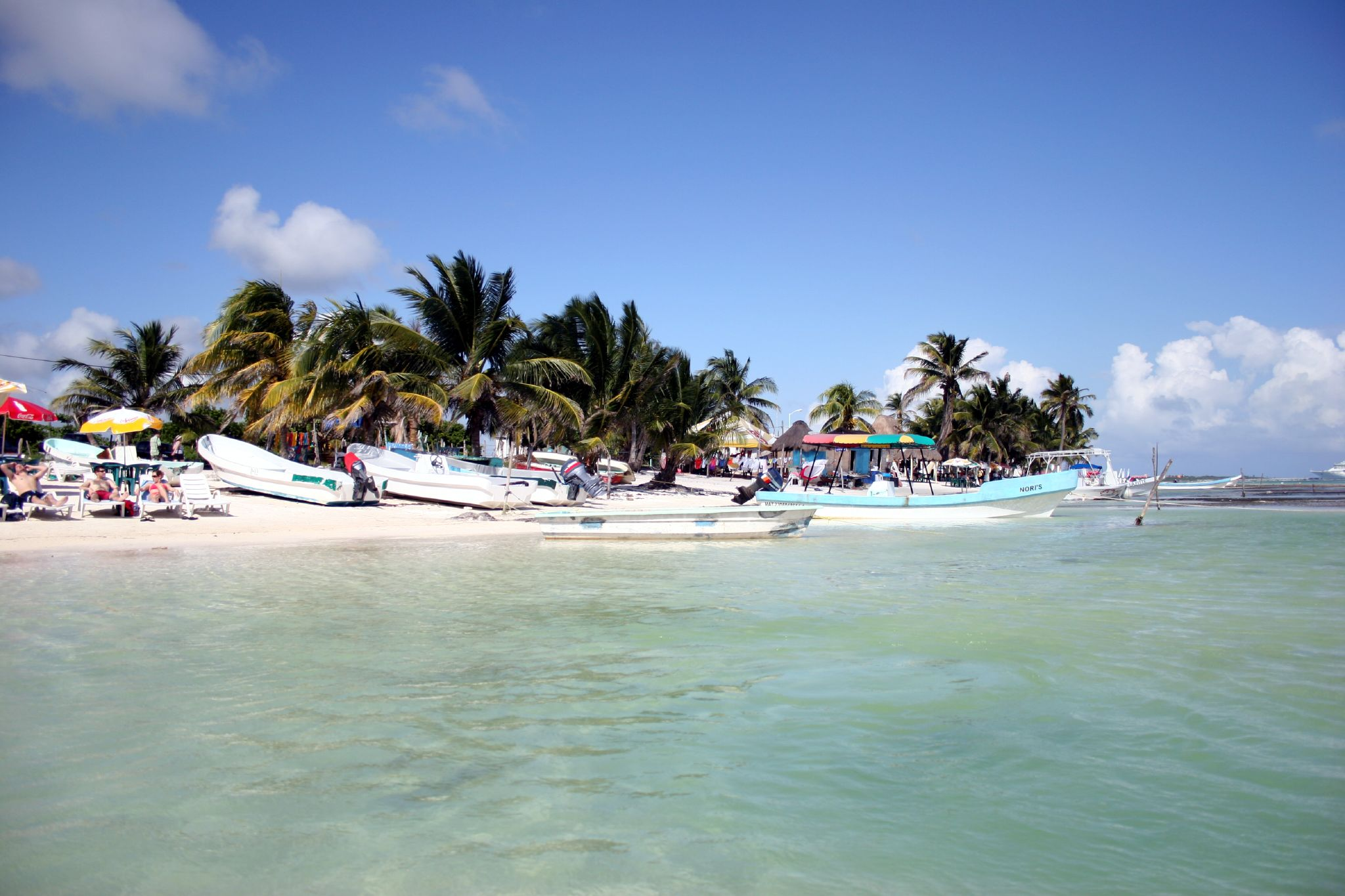
Sarteneja
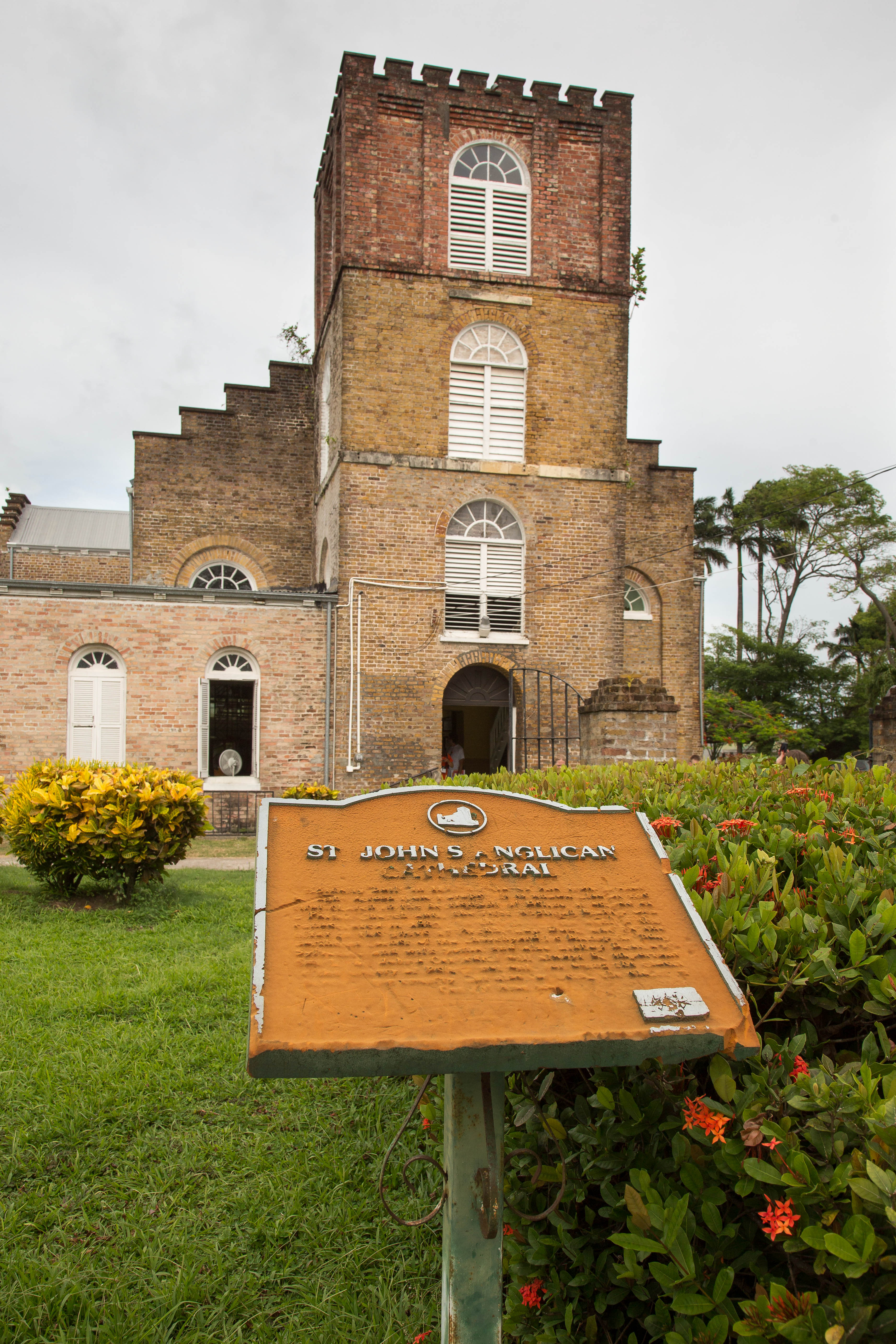
Catedral de san juan
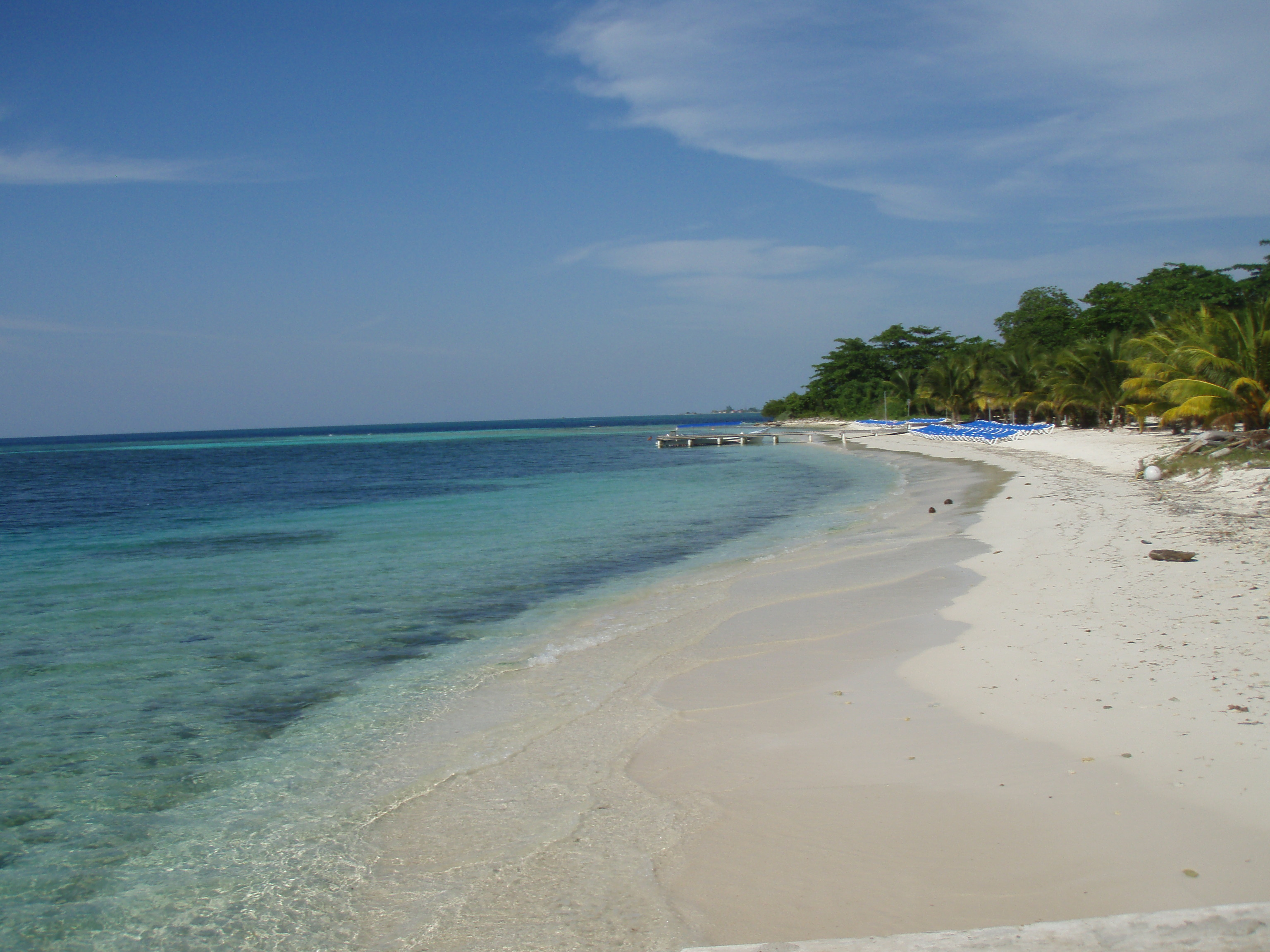
Cayos de zapote
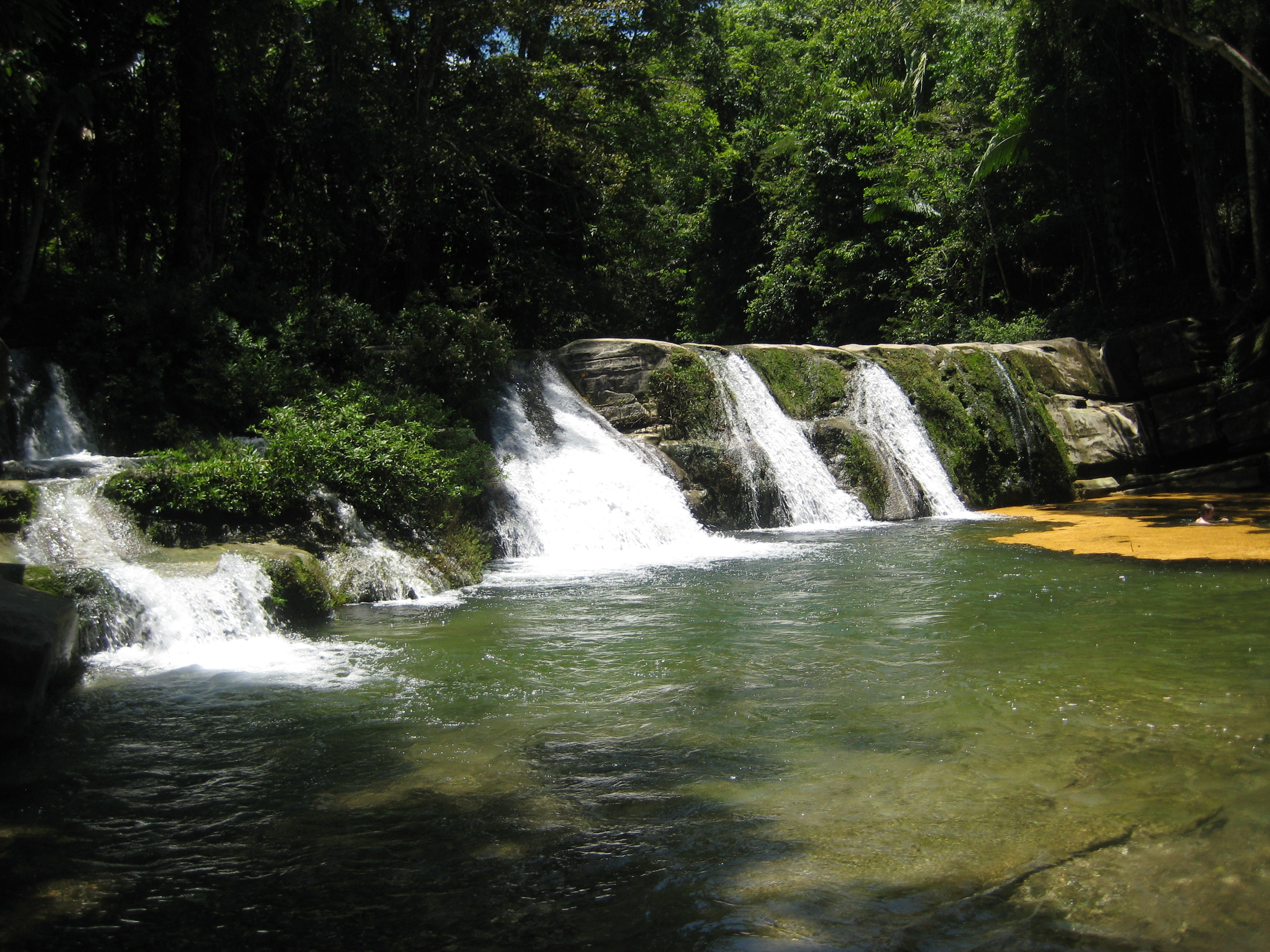
Cataratas San Antonio
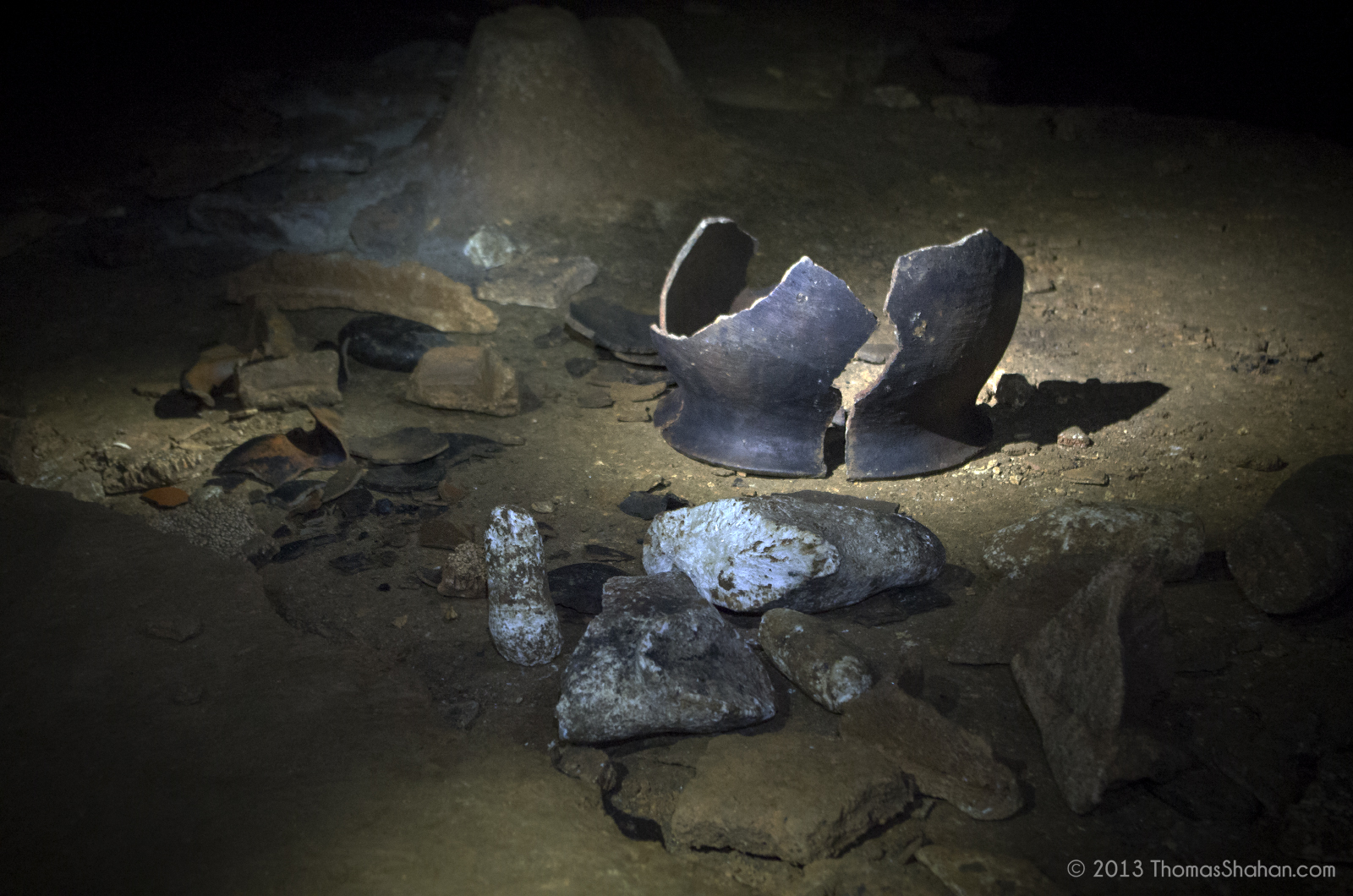
Che Chem Ha Cave